# Goat Paddock-kráter
A Goat Paddock-kráter egy becsapódási kráter Nyugat-Ausztrália Kimberley régiójában, Halls Creek várostól 106 kilométerre nyugat-délnyugati irányban. A „Goat Paddock” név bekerített kecskelegelő helyet jelent.

## Leírása
1964-ben, bányászati célú kutatások alkalmával találták az első breccsa köveket, a komolyabb kutatások a hetvenes években kezdődtek. A mintegy 5 kilométer átmérőjű, enyhén ovális bemélyedés becsapódási eredetére közvetett bizonyítékok vannak, ezek a  becsapódások alkalmával keletkező deformált kőzetek. Maga a mélyedés 200 méter vastagon fel van töltve eocén tavi üledékkel, ebből adódóan a becsapódás ennél régebben történt. A nem teljesen kör alakú kráter arra utal, hogy a becsapódó égitest alacsony szögből érkezett. Központi kiemelkedésre utaló jelek nincsenek, a kráter az egyszerű és a komplex becsapódási kráter határán van. A becsapódó égitest méretéről, anyagáról, a becsapódás időpontjáról semmiféle pontosabb adat nincs.

## Elhelyezkedése
A legközelebbi nagyobb település Halls Creek, 106 kilométerre található, a legközelebbi országút az 50 kilométerre délre húzódó Great Northern Highway. Noha az országúttól való távolság viszonylag csekély, a lepusztult peremű és feltöltődött, semmi különös látványt nem nyújtó kráter irányába semmiféle út, vagy ösvény nem vezet, a környék lakatlan, a félsivatagos terep igen nehezen járható.